# LaGrange (Ohio)
LaGrange è un villaggio degli Stati Uniti d'America, situato nello stato dell'Ohio, nella contea di Lorain.